# Lago Guillelmo
Lago Guillelmo är en sjö i Argentina.   Den ligger i provinsen Río Negro, i den sydvästra delen av landet, 1 400 km sydväst om huvudstaden Buenos Aires. Lago Guillelmo ligger 835 meter över havet. Arean är 5,6 kvadratkilometer. Den sträcker sig 6,8 kilometer i nord-sydlig riktning, och 2,8 kilometer i öst-västlig riktning.
I omgivningarna runt Lago Guillelmo växer i huvudsak blandskog. Runt Lago Guillelmo är det ganska glesbefolkat, med 24 invånare per kvadratkilometer.